# Margaret Tarrant
Margaret Winifred Tarrant (Battersea, 19 agosto 1888 – Cornovaglia, 29 luglio 1959) è stata un'artista inglese, illustratrice per giovani lettori, ma anche di cartoline, calendari ed altre riproduzioni stampate, e specializzata in raffigurazioni fantastiche e religiose. La sua carriera ebbe inizio all'età di 20 anni, dipingendo e pubblicando fino agli anni '50.

## Biografia
Nacque il 19 agosto 1888, come unica figlia del paesaggista e illustratore Percy Tarrant e di sua moglie Sarah Wyatt, a Battersea, quartiere situato nell'area meridionale di Londra. Ella iniziò a disegnare già in tenera età, e proseguì sempre dimostrando la sua passione per il disegno e per l'arte in genere. Infatti quand'era bambina giocava "allestendo" delle mostre amatoriali con i suoi lavori appesi all'interno di una tenda da lei realizzata (con uno stendibiancheria e teli antipolvere), per farvi partecipare i suoi genitori. Anni più tardi frequentò la Clapham High School (1898—1905), dove vinse anche numerosi premi. Proseguì successivamente alla Clapham School of Art, ed avviò il suo percorso per diventare insegnante nel 1905 (presumibilmente alla Clapham School of Art), ma dopo aver discusso con suo padre, che l'ha incoraggiò a dedicarsi completamente all'illustrazione, abbandonò tale ipotesi per dedicarsi a tempo pieno alla pittura ad acquarello e all'attività di illustratrice per il mercato editoriale e librario.
I suoi genitori morirono nel 1934 (a distanza di tre mesi l'uno dall'altro), dopodiché nel corso dell'anno successivo, la Tarrant si trasferì a Peaslake, nel Surrey. Non si sposò mai, ma si aggregò ad una cerchia di amici intimi che frequentò per il resto dei suoi giorni, conoscendoli sia attraverso una passione comune per la pittura e per l'appartenenza alla stessa chiesa, sia per un'intensa partecipazione alla vita parrocchiale, dove lei organizzò, tra le tante, anche la vendita di lavori per finanziare la Church Missionary Society, ed anche fornendo per un certo tempo la sua macchina e facendo da autista al vicario, che non aveva un'auto propria. La sua salute e la sua vista peggiorarono notevolmente nel 1953, e quando non riuscì più a gestire neanche la sua casa a Peaslake, si trasferì nel 1958, assieme alla sua collega Molly Brett, in Cornovaglia, ma qui trascorse diversi mesi in ospedale.
Morì il 28 luglio 1959. Il suo patrimonio fu valutato a £ 17.413 2s 8d e dopo aver donato postume alcune fotografie agli amici, lasciò in eredità il resto del suo patrimonio a dodici enti di beneficenza.

## Opera
Tarrant iniziò la sua carriera disegnando cartoline natalizie, ma sono state le illustrazioni per libri a portarle successo e fama. Tra gli editori per i quali realizzò immagini vi erano la “Medici Society”, la “Hale, Cushman & Flint” di Boston (Massachusetts), la “C. W. Faulkner”, e per la “Humphrey Milford”. Le sue illustrazioni da cartolina e biglietti d'augurio furono popolari all'epoca, e quelle che realizzò per Nursery Rhymes (1914) furono ristampate come cartoline, e 48 di queste divennero le più vendute.
Sebbene fosse già un'artista affermata, seguì comunque dei corsi, prima alla Heatherley School of Fine Art tra il 1918, il '21 ed il '23. Dopo essersi trasferita a Peaslake, seguì un corso alla Guildford School of Art, dove incontrò e strinse amicizia con l'illustratrice Molly Brett.
Ebbe una lunga e fruttuosa collaborazione con la “Medici Society”, che pubblicò le sue opere in cartoline, calendari, stampe e altri lavori. Iniziò a lavorare regolarmente con la Medici nel 1920, che ancora detiene i diritti della sua opera, tantoché la editano ancor'oggi, rimanendo parecchio seguita. La Medici le sponsorizzò un viaggio di sei settimane in Palestina nel 1934, e parte del suo diario di viaggio venne pubblicato nel 1988 col titolo: A Journey to the Holy Land. Divenne azionista della Medici Society nel 1938. La Società le dedicò, in memoriam, un breve opuscolo (Margaret Tarrant and her Pictures), pubblicato nel 1982.
Le sue illustrazioni naturalistiche erano ampiamente conosciute e celebrate, in particolare tra gli anni '20 e '30, quando era ancora in vita. Alan Horne, a tal proposito, dichiarò: «I suoi acquerelli e i suoi disegni a penna e inchiostro, dai colori delicati e piuttosto sentimentali, sono rimasti estremamente popolari fino ad oggi».
Tarrant espose principalmente a Birmingham, come segue: 23 opere alla Royal Birmingham Society of Artists, due opere alla “Cooling & Sons Gallery”, due opere alla Dudley Gallery e alla New Dudley Gallery, otto opere alla Walker Art Gallery di Liverpool, quattro opere alla Royal Academy e due opere alla Society of Women Artists.

## Pubblicazioni
Le illustrazioni che la resero nota già ventenne (quando ottenne la prima come commissione 19 anni) le realizzò nel 1908 per il racconto The Water Babies:
- The Water Babies (Charles Kingsley, 1908);
- Autumn Gleanings from the Poets (1910);
- Fairy Stories from Hans Christian Andersen (1910);
- Contes (Charles Perrault, 1910);
- The Pied Piper of Hamelin (Robert Browning, 1912);
- Nursery Rhymes (1914);
- A Picture Birthday Book for Boys and Girls (1915);
- Alice in Wonderland (Lewis Carroll, 1916);
- Knock Three Times (Marion St John Webb, 1917);
- The Tooksy and Mary Alice Tales (1919);
- Our Day (1923);
- Rhymes of Old Times (1925);
- The Magic Lamplighter (Marion St John Webb, 1926);
- An Alphabet of Magic (Eleanor Farjeon, 1928);
- Mother Goose: Nursery Rhymes (1929);
- The Margaret Tarrant Birthday Book (1932);
- Joan in Flowerland (1935), scritto in collaborazione con Lewis Dutton;[15]
- The Margaret Tarrant Nursery Rhyme Book (1944);
- The Story of Christmas (1952).

Stampe
- The Piper of Dreams;
- He Prayeth Best;
- The Wandering Minstrels, c. 1940;
- Morning Carol;
- Harvest home.